# Mieke Maaike's obscene jeugd
Mieke Maaike's obscene jeugd is een parodistische pornografische novelle van Louis Paul Boon gepubliceerd in 1972. De ondertitel luidt: Een pornografisch verhaal, voorafgegaan door een proefschrift "omtrent en in het kutodelisch verschijnsel bij aankomende kindwijfjes", waarmee student Steivekleut promoveerde. Het hardcover boek van 1972 is geïllustreerd met zes foto's.

## Ontstaan
Het boek is ontstaan uit een eerder satirisch-pornografisch werk, Eens, op een mooie avond, waaraan Boon begon omstreeks 1967. Boon hield dit boek echter in portefeuille. Het werd pas uitgegeven na zijn dood, in 1992. Tijdens zijn leven schrapte Boon de schunnigste passages uit Eens, op een mooie avond en schreef hij ook alle pornografische handelingen toe aan één persoon: Mieke Maaike.

## Inhoud

### Samenvatting
De novelle is geschreven als een proefschrift van ene Steivekleut, student in de "pornografika", gevolgd door een interview met de hoofdpersoon,  het nymfomane "kind-wijfje" Mieke Maaike, die als 9-jarige door de dokter op school kennismaakt met seksuele lust, wat haar nieuwsgierigheid opwekt. Behalve pedofilie en incest beschrijft de novelle talloze andere "smeerlapperijen", waaronder plasseks, triootjes, exhibitionisme, om te eindigen in sadisme. Het verhaal laat zich niet alleen als pornografisch werk lezen, maar ook als satire op de seksuele moraal van die jaren, eindigend in een orgie van seks met geweld.

### Het proefschrift van student Steivekleut
De heer Steivekleut is student in de pornografica en heeft als opdracht een thesis te maken "omtrent en in het kutodelisch verschijnsel bij aankomende kindwijfjes". Het neergeschreven verhaal van Mieke Maaike vormt een onderdeel van zijn proefschrift. Maar het verhaal wordt voorafgegaan door zijn persoonlijke opmerkingen: een samenvatting van wat Mieke Maaike zal vertellen, en allerhande aspecten uit het verhaal die student Steivekleut wil benadrukken. 
Bovendien kan student Steivekleut iets toevoegen aan haar verhaal, want hij weet wat zich afspeelde toen ze nog een baby was: "iedereen doet immers dat waarvoor hij in de wieg werd gelegd, en Mieke Maaike wàs reeds van in d’r wieg een zeikertje, dat mochten we van d’r moeder horen, die we hiervoor speciaal geïntermasturbeerd hebben.
Helemaal zuiver op de graat als pornograficawetenschapper is student Steivekleut dus niet. Niet alleen heeft hij de moeder van Mieke Maaike "geïntermasturbeerd" om aan informatie te geraken. Hij houdt ook niet van de manier waarop Mieke Maaike hem haar verhaal vertelt: "ze is een heel erg lief kind, maar samen met mij moest ze de hele tijd kirren en giechelen. Bij het hoogtepunt – het mijne dan – werd het zelfs gierlachen. Iets wat niet stimulerend werkte."

### Het verhaal van Mieke Maaike
- Mieke Maaike vertelt haar verhaal van haar negende tot haar negentiende jaar. Over haar vader rept ze met geen woord, en haar moeder is altijd afwezig: “Voor mams bleek het een heel probleem, ze werkte als steno-dactylo in de stad en ze kon niet op de knie van d’r baas zitten én op me letten. Maar problemen zijn er nu eenmaal om niet opgelost te worden, en dus bleef ze liever met de ene hand de blocnote volschrijven en met de andere hand de gulp van d’r baas wroeten.”

- Als ze negen is likt een dokter op school haar vagina, wat haar nieuwsgierigheid wekt. Mieke Maaike wil steeds meer ontdekken van het mannelijk lid. Ze mag erin bijten en ziet mannen klaarkomen. Maar hoewel de heren pedofielen zijn en van een kindwijfje houden, zijn ze geen zwaar perverse pedofielen. Ze laten haar veel zien, exhibitionisme, aanraken en plassen kan allemaal, maar ze weigeren haar te penetreren tot ze schaamhaar heeft, dertien is, en geslachtsrijp.

- Na haar eerste penetratie is Mieke Maaike nog minder in toom te houden dan voorheen, want nu heeft ze echt genoten. Het initiatief voor seks gaat steeds van haar uit, maar geen man die haar kan of wil weerstaan. Altijd maar gewone seks, dat is ook maar saai. Voor Mieke Maaike moet er steeds iets anders, iets nieuws bij komen. Met een ongebreidelde fantasie verzint ze voortdurend nieuwe manieren om seks te beleven. Ze doet aan exhibitionisme, plasseks, groepsseks. Kortom, ze vermaakt zich te pletter.

- Wanneer ze bijna veertien is wordt ze, samen met een vriendin en met hun instemming, dronken gevoerd door een man. Onvoorzien is echter dat de meisjes allebei ook klappen krijgen van de toeterzatte man. Hoewel ze het niet erg lijkt te vinden, is dit de eerste keer dat Mieke Maaike niet vermeldt dat ze genoten heeft, wat ze anders steeds uitgebreid doet. Langzaam zet zich dan een verandering in bij haar. Nu zorgt zij er soms ook voor dat er anderen dingen overkomen die zij niet leuk vinden. Zo zorgt ze ervoor dat een broer zijn zusje ontmaagdt, ook al spartelt het meisje tegen.

- Nog later ranselt ook een pastoor Mieke Maaike af en alweer vermeldt ze niet dat ze dit leuk vond. Ze krijgt daarentegen een hekel aan pastoors. Echter, ze begint nu in te zien hoe ze dat uitdelen van klappen misschien voor zichzelf kan gebruiken. Het inspireert haar. Tussen haar andere excentrieke seksavonturen door leert ze nu ook een sekssadist te zijn. Een kind van drie helemaal onderplassen terwijl het huilt, een jongetje aframmelen terwijl de vader toekijkt en als beloning seks met haar mag verwachten, vrouwen afranselen of laten afranselen door hun echtgenoot, ze gaat haar gang.

## Stijl
Algemeen heeft Mieke Maaike op haar seksleven de kijk van een opgewekt nymfomaan tienermeisje. Ze hanteert consistent een tamelijk volkse Vlaamse stijl, die gelardeerd is met verhaspelingen, schertsnamen, godslasterende termen of verkeerd geciteerde Bijbelse verwijzingen.
Over haar specifiek seksuele taalgebruik zegt student Steivekleut “meisjes als Mieke Maaike kunnen het niet dagenlang d’rover hebben zonder dat een kut en een lul aan luister gaan inboeten. Om die reden veranderde Mieke Maaike zowel de kut als de lul door een hele resem andere woorden."
En over haar kerkelijke uitlatingen - “haar uitgebreide en ongeremde taalgebruik, en ook ‘de neiging die ze heeft om godslasterende namen te misbruiken en godsvlammendste te godverdommen’” – oordeelt hij dat het Mieke Maaikes manier is om de zaligheid van het moment te kunnen opschroeven.

## Enkele aspecten

### De kerk
Mieke Maaike’s obscene jeugd is een pornografisch werk dat bovendien vol staat met sneren naar gefrustreerde pastoors, verkeerd geciteerde Bijbelse en kerkelijke verwijzingen en vloeken die haar seksueel genot nog verhogen. Het is dan ook niet verwonderlijk dat de Vlaamse geestelijkheid het schunnige werk verbood.

### Het geweld in Mieke Maaike
Tegen het einde van de novelle gaat Mieke Maaike het leuk vinden om seks met geweld te combineren. Ze vraagt zich niet echt af wat het te betekenen heeft, maar merkt toch op: “Daar kreeg ik steeds meer zin in, zoals sommigen die een afwijking hebben, om al neukend klappen te mogen toedienen.”
Student Steivekleut, die misschien het meest het oordeel van Louis Paul Boon zelf vertegenwoordigt, stelt duidelijk dat ze geen sadiste is. Volgens hem heeft ze niet eens echt afwijkingen. Hij benadrukt dat Mieke Maaike totaal verschilt van Markies de Sade. “Gerust mogen we zeggen, dat deze laatste geen zingenot kent, doch alleen maar moordgenot. Zijn helden en heldinnen moeten zo vlug mogelijk bloot – ‘ze wierpen alles weg,’ zegt hij voortdurend – en dàn maar bloot aan het schijten en bloedvergieten. En dan zou hij nog kwaad worden als ze hem eens dood deden. Iets wat we niet zinnens zijn, hij mag blijven leven, maar vrienden zullen we nooit worden. Bij Mieke is het echter net andersom. Bijna nooit werpt ze alles weg, ze behoudt nu eens haar te korte witte kleedje (…)." Waarop student Steivekleut de kleding beschrijft die Mieke Maaike draagt als ze seks heeft: nooit is ze volledig naakt. Altijd heeft ze aantrekkelijke schaarse erotische kleding aan, of hoge laarzen, een ‘hoerenbroekje’, en/of is ze mooi versierd met lintjes of strikjes.

### De maatschappij
In de jaren zestig was Louis Paul Boon tevreden dat seksuele taboes doorbroken werden, dat vrije meningsuiting en ontspannen seksbeleving eindelijk mogelijk waren. Hij maakte echter mee hoe op dit doorbreken van taboes de hand werd gelegd door het kapitalisme. Ook schrijvers, voor wie hij baanbrekend werk had verricht en van wie hij altijd de vrije meningsuiting had verdedigd, leken volgens hem geen (zelf)kritische instelling te hebben. Hun steeds meer gewaagde proza diende toch vooral de verkoop. En ook de lezers lieten zich inbinden, als blinde consumenten zonder enige kritische geest. Naaktheid en seks moesten steeds schokkender, de kicks werden grof, de vrouw werd een lustobject.
Mogelijk was Mieke Maaike's obscene jeugd dus bedoeld als satire. Toch liet Louis Paul Boon in het midden wat de lezer precies over haar verhaal kon denken. Hij had student Steivekleut een overdenking of een korte maatschappelijke analyse kunnen laten verwoorden, maar deed dit niet.
Student Steivekleut benadrukt wel het maatschappelijke belang van Mieke Maaike's verhaal, maar laat dit niet volgen door een korte mening of analyse. Dat laat hij aan anderen over. Hij zegt: "Voor sociologen, die de stad bij avond willen bestuderen, is in Maaike’s verhaal voldoende materiaal te vinden."
Mieke Maaike zelf neemt al helemaal geen standpunt in over haar levensverhaal. Zij eindigt eenvoudig met: "Dat alles heb ik dan student Steivekleut meegedeeld, eindigend met: 'Ik heb gezegd, ik dank u voor uw aandacht.'"